# Matthäus Taferner
Matthäus Taferner (* 30. Jänner 2001 in Klagenfurt) ist ein österreichischer Fußballspieler auf der Position eines Mittelfeldspielers. Darüber hinaus ist er österreichischer Nachwuchsnationalspieler.

## Karriere

### Verein
Taferner begann seine Karriere beim FC Wacker Tirol, der später in FC Wacker Innsbruck umbenannt wurde. 2015 kam er in die Fußballakademie Tirol, in deren Rahmen er das Bundes-Oberstufenrealgymnasium Innsbruck, Schulzweig Leistungssportler, besucht.
Am 27. Mai 2017 debütierte Taferner, der bereits das Interesse des SC Freiburg geweckt hatte, für die Amateure seines Stammklubs in der Regionalliga, als er am 30. Spieltag der Saison 2016/17 gegen den USC Eugendorf in der 60. Minute anstelle von Sandro Gavrić eingewechselt wurde.
Im September 2017 wurde Taferner von Trainer Karl Daxbacher erstmals in den Kader der Profis berufen. Sein Debüt in der zweiten Liga gab er im selben Monat, als er am 29. September 2017 beim 4:0-Auswärtssieg der Tiroler gegen den SC Austria Lustenau in der 84. Minute für Daniele Gabriele eingewechselt wurde. Durch jenen Einsatz wurde er zum ersten Spieler in der zweithöchsten Spielklasse, der im 21. Jahrhundert geboren wurde. Mit Wacker Innsbruck stieg er zu Saisonende in die Bundesliga auf.
Sein Debüt in der Bundesliga gab er im April 2019 bei einer 3:1-Niederlage gegen die SV Mattersburg. Im darauffolgenden Monat erzielte er bei einem 4:0-Sieg gegen Mattersburg sein erstes Tor in der höchsten österreichischen Spielklasse. Zum Saisonende musste er mit Innsbruck nach einer Saison als Tabellenletzter wieder aus der Bundesliga absteigen.

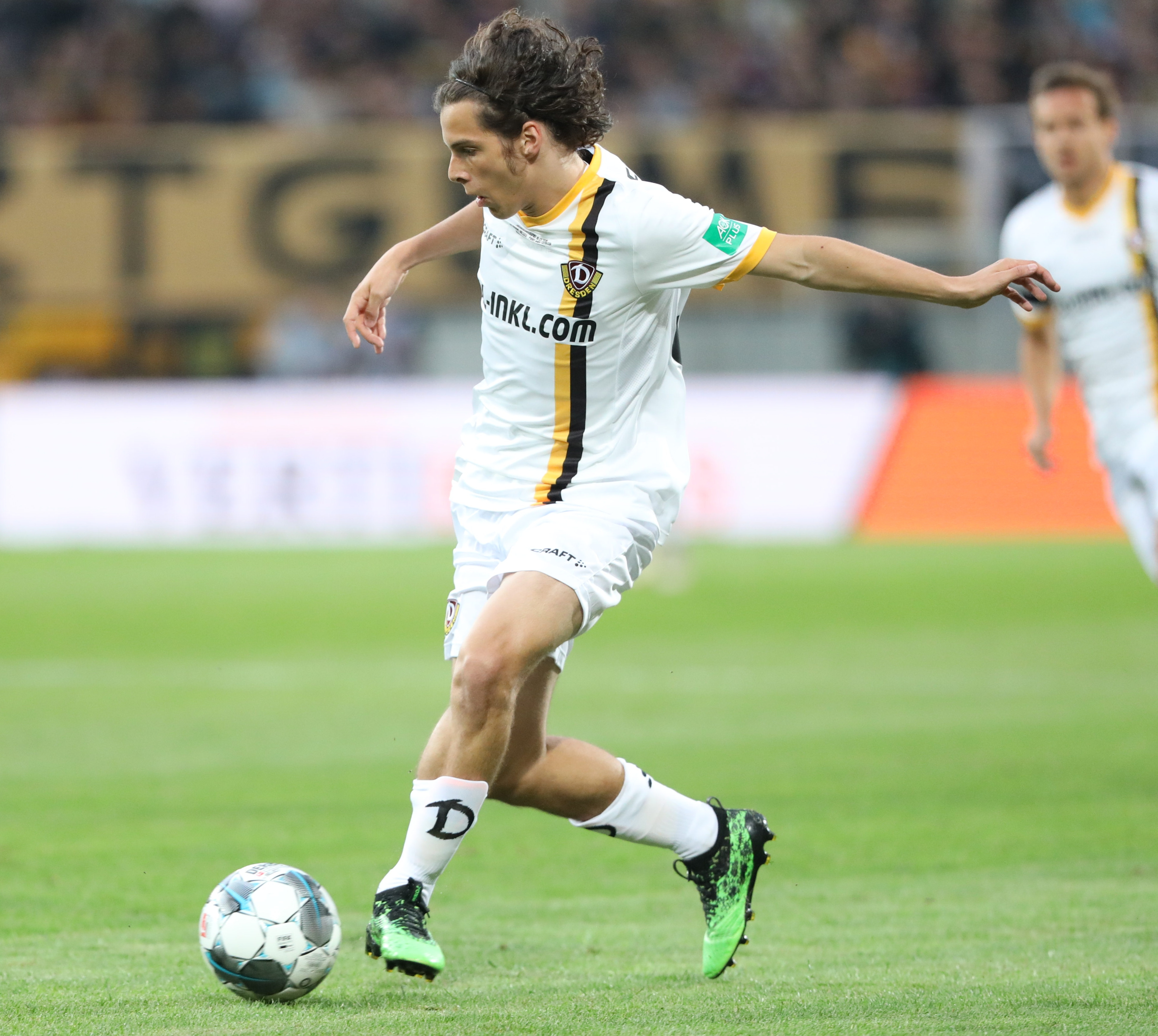
Matthäus Taferner im Trikot von Dynamo Dresden (2019)

Daraufhin wechselte er zur Saison 2019/20 nach Deutschland zum Zweitligisten Dynamo Dresden, wo er einen bis Juni 2023 laufenden Vertrag erhielt. In Dresden lief der Mittelfeldspieler lediglich viermal auf und wurde im Jänner 2020 an seinen alten Verein Wacker Innsbruck verliehen.
Nach neun Einsätzen für die Tiroler kehrte er im Juni 2020 aufgrund seines während der laufenden Saison endenden Leihvertrags nach Dresden zurück, nachdem dieser nicht verlängert worden war. Zur Saison 2020/21 kehrte er abermals nach Österreich zurück und wechselte zum Bundesligisten Wolfsberger AC, bei dem er einen bis Juni 2023 laufenden Vertrag erhielt. Für den WAC absolvierte er insgesamt 83 Partien in der Bundesliga. Nach dem Ende seines Kontrakts verließ er die Kärntner nach der Saison 2022/23.
Im August 2023 wechselte er dann zum Ligakonkurrenten WSG Tirol.

### Nationalmannschaft
Teamchef Rupert Marko berief Taferner im April 2016 für das Turnier der Nationen in den Kader der österreichischen U-15-Nationalmannschaft. Dabei durfte er am 24. April 2016 im Klagenfurter Wörthersee Stadion beim 3:3-Unentschieden gegen die Alterskollegen aus Mexiko sein Debüt im rot-weiß-roten Dress geben. Weitere Einsätze folgten am 26. April gegen Norwegen und am 29. April gegen Brasilien. Am 9. April 2017 kam er in seiner Tiroler Heimat, in Jenbach, im freundschaftlichen Länderspiel gegen die Türkei (1:3) für die österreichische U-16-Nationalmannschaft zum Einsatz.
Im Sommer 2017 wurde er von Teamchef Rupert Marko auch in den Kader der österreichischen U-17-Nationalmannschaft für den internationalen Toto-Cup übernommen. Am 30. August 2017 setzte er in Sillian mit seinem ersten Länderspieltreffer in der 79. Spielminute den Schlusspunkt zum 4:0-Sieg im Freundschaftsspiel gegen die Alterskollegen aus Finnland. Insgesamt absolvierte Taferner fünf Spiele für die U-17-Auswahl.
Im Oktober 2018 debütierte er gegen die Schweiz für die U-18-Mannschaft. Im Juni 2019 spielte er gegen die Schweiz erstmals für die U-20-Mannschaft. Im Oktober 2019 gab er gegen Wales sein Debüt für die U-19-Auswahl. Im März 2021 spielte er gegen Saudi-Arabien erstmals für die U-21-Mannschaft.